# Assens (Szwajcaria)
Assens – miejscowość i gmina (commune) w zachodniej Szwajcarii, w kantonie Vaud, w okręgu (district) Gros-de-Vaud. Leży nad rzeką Talent. 1 stycznia 2009 do gminy przyłączono gminę Malapalud, a 1 lipca 2021 gminę Bioley-Orjulaz.

## Demografia
W Assens mieszkają 1672 osoby. W 2022 roku 14,4% populacji gminy stanowiły osoby urodzone poza Szwajcarią. 

## Współpraca
Miejscowość partnerska:
- Colombey les Deux Églises, Francja

## Transport
Przez teren gminy przebiega droga główna nr 5.